# Pelles

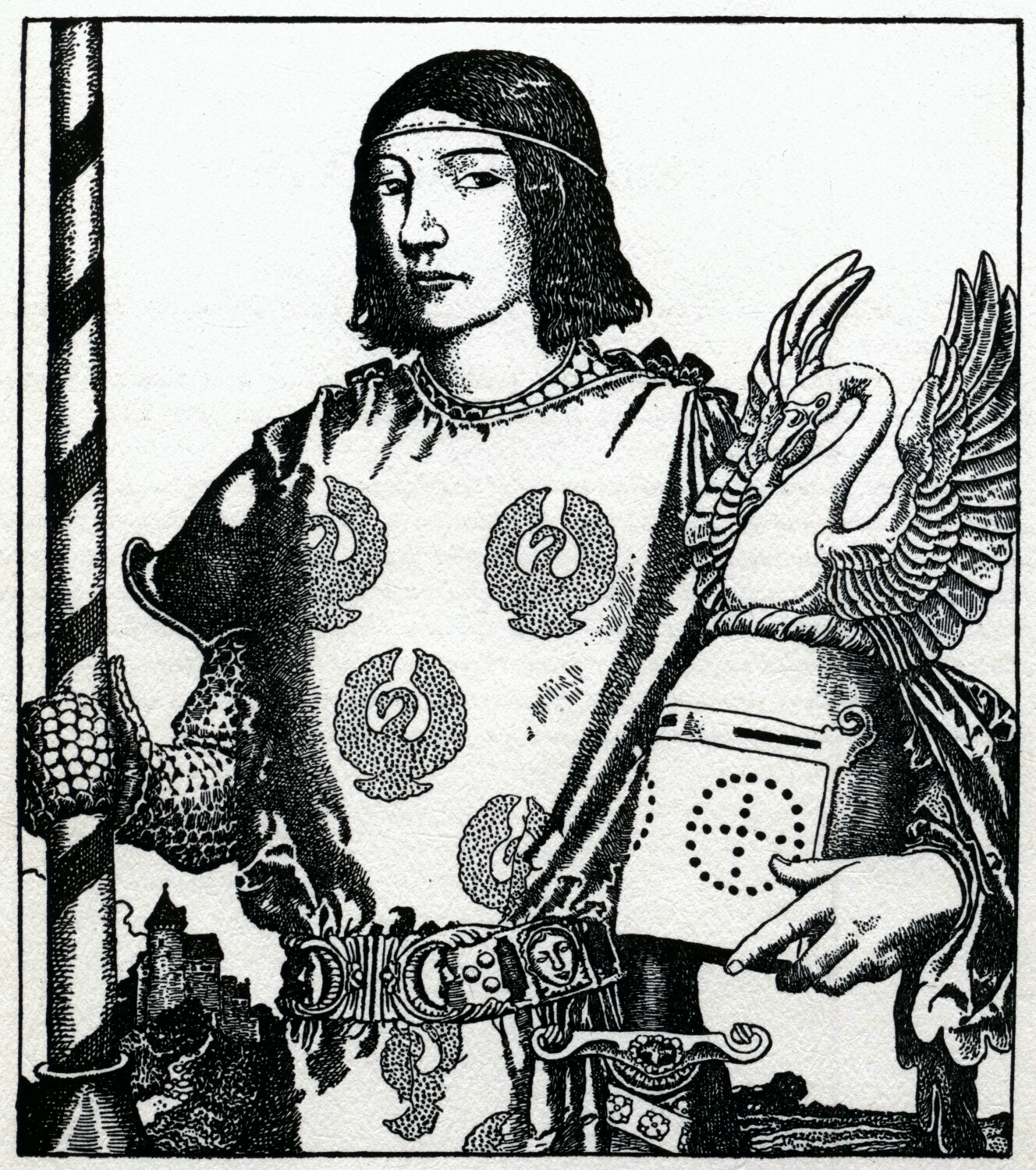
Pelles. Ilustración de Howard Pyle para la edición de 1903 de la obra El Rey Arturo y sus caballeros (King Arthur and His Knights).

Rey Pelles es el nombre del "Rey Pescador" o "Rey Tullido" en algunas versiones de las leyendas artúricas.
Pelles desciende de una estirpe de custodios del Santo Grial establecida por José de Arimatea, y es el padre de Eliazer y de Elaine, madre de Galahad. Pelles vive en el castillo de Corbenic, en Listenois. Tanto Pelles como su pariente Pellam aparecen en el ciclo artúrico La Vulgata, y en obras posteriores como La muerte de Arturo, de Malory. En la Vulgata, Pelles es el hijo de Pellam. En otras obras, su parentesco no está bien definido. En la obra de Malory, inclusive hay contradicciones en cuanto a la identidad de los mismos.